# Troy (Texas)
Troy é uma cidade localizada no estado norte-americano de Texas, no Condado de Bell.

## Demografia
Segundo o censo norte-americano de 2000, a sua população era de 1378 habitantes.
Em 2006, foi estimada uma população de 1351, um decréscimo de 27 (-2.0%).

## Geografia
De acordo com o United States Census Bureau tem uma área de
9,2 km², dos quais 9,2 km² cobertos por terra e 0,0 km² cobertos por água. Troy localiza-se a aproximadamente 216 m acima do nível do mar.

## Localidades na vizinhança
O diagrama seguinte representa as localidades num raio de 24 km ao redor de Troy.